# 佐佐成政
佐佐成政（？—1588年7月7日）是日本戰國時代至安土桃山時代的武將、大名。父親是佐佐成宗（盛政）。通稱內藏助。鷹司孝子（本理院）的外祖父。
佐佐氏是尾張國春日井郡比良城的土豪。可能是宇多源氏流佐佐木氏一族。

## 生平

### 尾張時期
生年不詳（有諸多說法），家中三男。因為兄長佐佐政次和佐佐孫介相繼戰死，於是在永祿3年（1560年）繼任家督，成為比良城城主。
仕於織田信長，成為馬廻後不斷立下戰功而嶄露頭角。永祿4年（1561年），在森部之戰中，與池田恒興一同殺死敵將稻葉又右衛門常通（稻葉一鐵的叔父），立下大功。永祿10年（1567年），被提拔為黑母衣眾之一。元龜元年（1570年）6月，在姉川之戰的前哨戰中，與簗田廣正和中條家忠等人一同率領少數馬廻眾擔當殿軍，指揮鐵砲隊十分活躍（『信長公記』、『當代記』）。
天正2年（1574年），長男松千代丸在與長島一向一揆作戰時戰死。天正3年（1575年）5月，在長篠之戰中，與前田利家、野野村正成、福富秀勝、塙直政等人率領鐵砲隊。

### 府中三人眾時期
天正3年（1575年）9月，信長制壓越前國後，任命柴田勝家為北陸方面的軍團長。此時，與前田利家、不破光治三人（府中三人眾）一同以與力、目付的身份，輔助勝家並給予越前府中3萬3千石，築起小丸城並以之為居城。府中三人眾除了負責輔助勝家外，還是織田軍中半獨立的遊撃軍，在石山合戰、平定播磨國和征伐荒木村重時都有參戰，其中，府中三人眾負責執行對荒木一族的處刑。天正5年（1578年）8月，為了攻擊侵入能登國的上杉軍，與勝家等人一同入侵加賀國，但在七尾城陷落後撤退。

### 越中時期
天正8年（1580年），聯合神保長住，平定與一向一揆和上杉氏交戰的最前線越中國。同年秋天，修築了「佐佐堤」。天正9年（1581年）2月，正式被給予半個越中國。翌年（1582年），因為長住失勢而成為一國守護，以富山城為居城並進行大規模改修。
天正10年（1582年），在本能寺之變發生時，北陸方面的織田軍經過3個月圍攻後，終於攻略上杉軍在北陸最後的據點魚津城（魚津城之戰），但是在接到本能寺之變的消息後，諸將都各自返回自己的領地，因此遭到上杉軍的反撃，成政因為要防禦上杉軍而不能動身。柴田勝家亦打算上洛，但羽柴秀吉迅速與毛利氏議和，中國大返還（中国大返し）成功，最快擊殺明智光秀，取得為主君復仇首功。

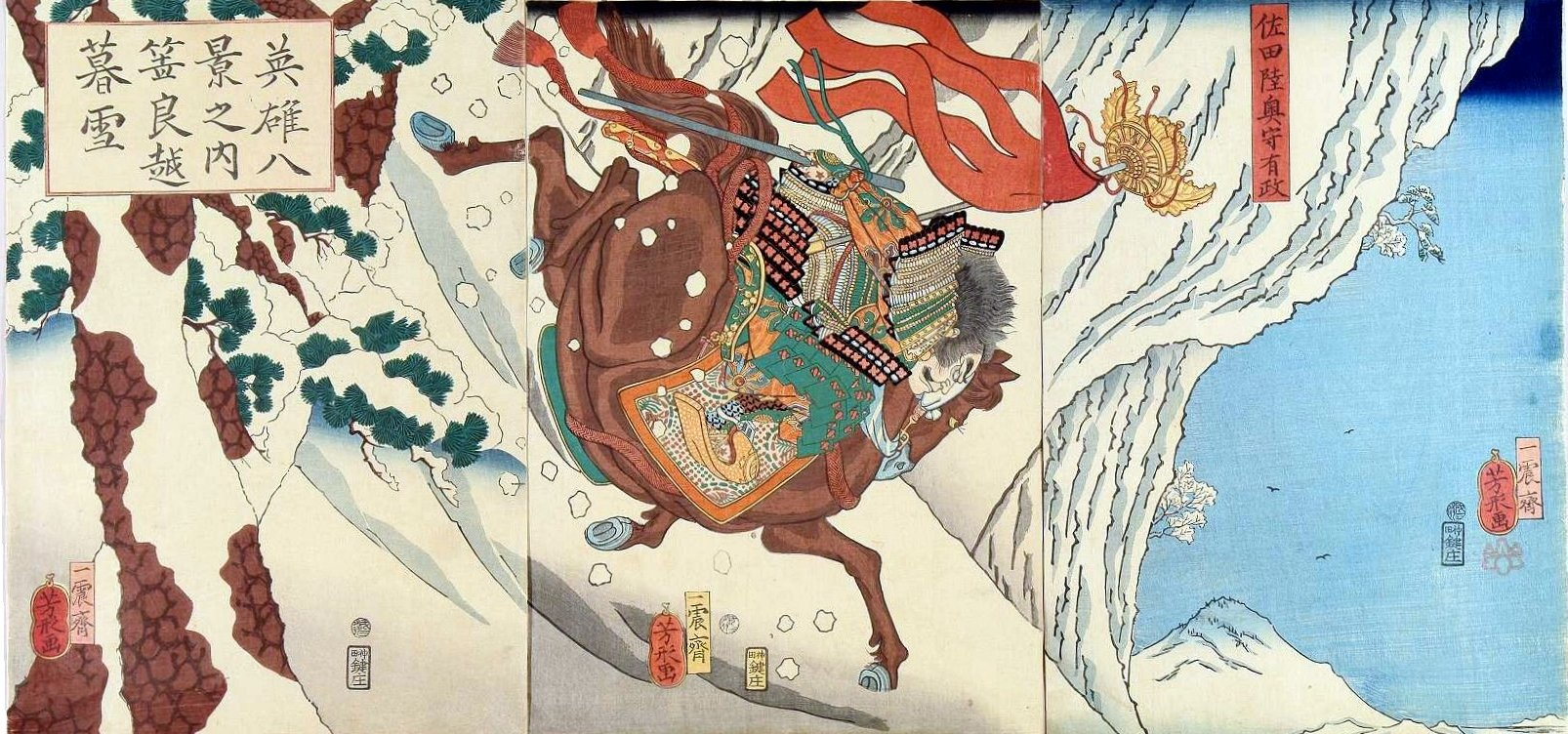
描繪「さらさら越え」的錦繪（歌川芳形畫）

清洲會議中，柴田勝家與羽柴秀吉爭奪織田家中實權時，投向柴田方。天正11年（1583年）賤岳之戰，因為要在越中防備上杉景勝而不能參戰，派出叔父佐佐平左衛門率領6百援軍參戰，自身則沒有參戰，結果，因為前田利家倒向秀吉軍，勝家戰敗自盡。之後受到上杉景勝不斷壓迫，於是交出女兒成為人質和剃髪後，向秀吉降伏，被允許繼續以越中一國為領地。翌年（1584年），小牧長久手之戰，在3月期間的書狀中，顯示投向秀吉方的立場，不過在夏天期間，投向德川家康和織田信雄陣營，並攻擊秀吉方的利家的末森城（末森城之戰）。此時，因為與越後國的上杉景勝敵對，需要兩面作戰，因此陷入苦戰。在秀吉與信雄議和後，家康亦選擇停戰。為了令家康再次舉兵，在嚴冬中越過飛驒山脈立山山系，並進入濱松城游說家康，但是未能説服家康再次出兵，亦得不到織田信雄和瀧川一益的回應。

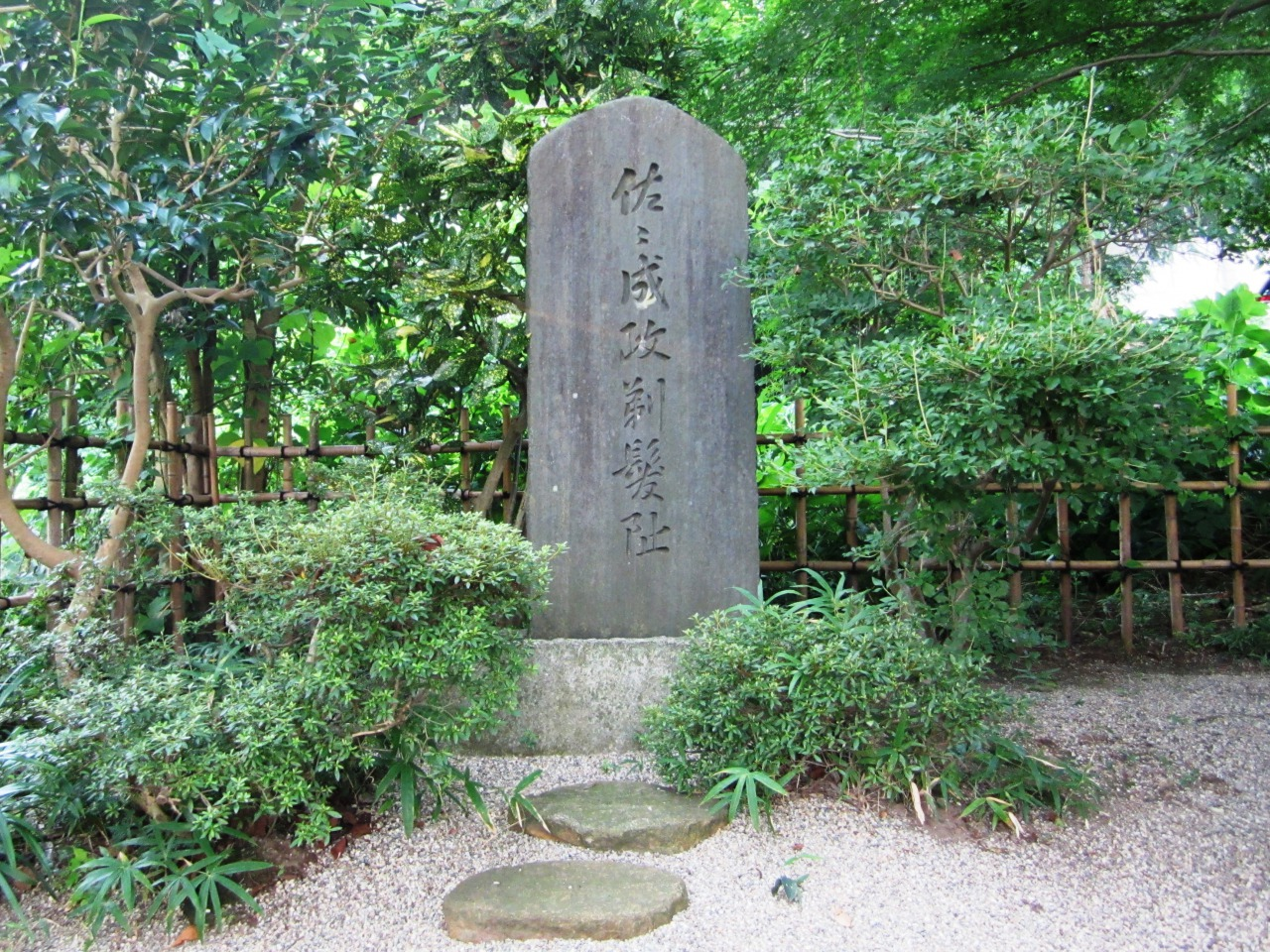
佐佐成政剃髪並向羽柴秀吉降伏之地所立的「佐佐成政剃髪址」（現今富山縣富山市的安養坊）

天正13年（1585年），秀吉親自向越中出兵，以10萬大軍包圍富山城。成政在織田信雄仲介下，向秀吉降伏（越中征伐）。被秀吉沒收除了越中東部的新川郡以外的所有領地，並與妻子一同被移往大坂，以御伽眾身份仕於秀吉。天正15年（1587年），被賜予羽柴的姓氏。

### 肥後時期
天正15年（1587年），在九州征伐中立下戰功，被賜予肥後國。受秀吉指示要推行改革，急忙推行太閤檢地引發國人暴動而無力鎮壓（肥後國人一揆）。因此被秀吉責罰，安國寺惠瓊的求情亦沒有效果，被命令在攝津國尼崎的法園寺切腹，享年53歲。戒名是成政寺庭月道閑大居士。

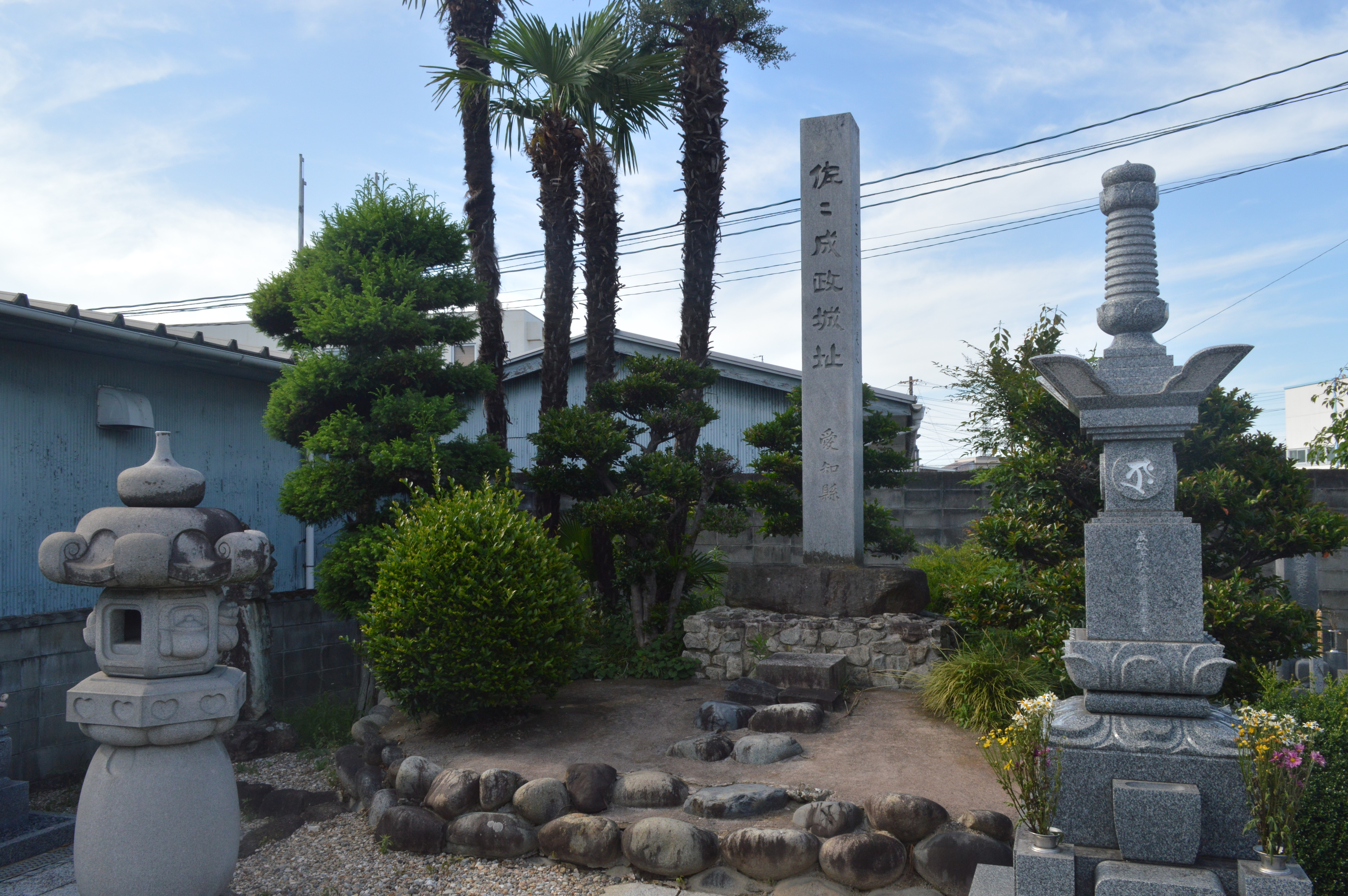
比良城跡的佐佐成政城址之碑和成政之墓（現今愛知縣名古屋市西區比良的光通寺）

辭世句是。

## 人物
- 當時越中國經常河川氾濫形成水災，成政在數年的越中統治中建造堤防，成功防止水災而被領民仰慕。那堤防被命名為「濟民堤」、「佐佐堤」，現在當地仍有遺留下來的結構。

- 能力受到織田信長高度評價而被提拔成為一國大名，是受到信長的實力主義恩惠的其中一人。在織田信雄降伏後，選擇與德川家康合作對抗秀吉是因為對織田氏非常忠誠。

- 被認為相當討厭秀吉。在信長在生時，因為於北陸方面作戰而與秀吉的敵對者柴田勝家編在一起；根據前田家的文書記錄，有一段時期，攻略富山城時曾與勝家發生過很大的爭執，因此很難說是因為親密關係而合作一起反秀吉。

- 以防備上杉家為主，在賤岳之戰中沒有派遣援兵，而且在勝家滅亡後沒有抗戰，馬上剃髪向秀吉投降。

## 逸話
- 佐佐氏（日语：佐々氏）本來是從屬於織田信安（『武功夜話（日语：武功夜話）』）。

- 『信長公記』第一卷中記載，成政曾經企圖暗殺信長。

- 在永祿5年（1562年）進攻美濃國時，於輕海之戰中，將敵將稻葉又衛門的首級讓予前田利家，利家又讓給成政，最後由柴田勝家把首級帶回，根據獲得首級的次序，信長給予3人褒獎（『常山記談』、『名將言行錄』等）。但是根據『信長公記』，稻葉是被成政和池田恒興殺死的，與柴田和前田的逸話很可能是因為後來他們在北陸軍方面同行而創作的故事。實際上，利家在十阿彌殺害事件而被罰流放後，成政就很討厭利家。

- 登用新家臣時，會給予比最初提示的俸祿還高的薪金，被視為非常慷慨的大人。從不拒絕希望仕官的人，而且與他們會見時，不會在意家世或血緣。而是重視過去立下的武功。

- 在天正18年（1590年）的小田原征伐中，蒲生氏鄉向秀吉請求使用「三階菅笠」馬印，秀吉說「三階菅笠是武勇的佐佐成政使用的馬印。如果能立下相應的戰功的話就允許使用吧」，氏郷聽到此話後，在小田原征伐中奮戰並滿身傷痕，於是就成功地被允許使用該馬印（『常山紀談』）。秀吉和前田氏對成政的惡評是後世創作，令到成政總是受到過低評價，秀吉和前田都認同成政作為軍事指揮官的能力，並有很多讚賞記錄。

- 在富山縣吳東地區中，在江戶時代開始，就與於賤岳之戰中背叛上司柴田勝家的加賀藩、富山藩藩主前田家相對，到最後還盡忠節、以及施行治水工事等善政的佐佐成政的人氣相當高。但是與此同時，以高岡市為中心的吳西地區中，第3代藩主前田利常的菩提寺在高岡，以及在越中亦不是在加賀的支藩富山藩，而是在加賀藩本領內，對加賀前田百萬石亦受到相當的敬愛。

- 在越過飛驒山脈立山山系的路線中，有埋藏金的傳説。當地有「朝日、夕陽發光的鍬崎，七種連結七神，在許多黃金前發光」（朝日さす夕日輝く鍬崎に、七つむすび七むすび、黄金いっぱいに光り輝く。）的歌謡流傳，這段文字被傳是解開黄金之謎的關鍵。

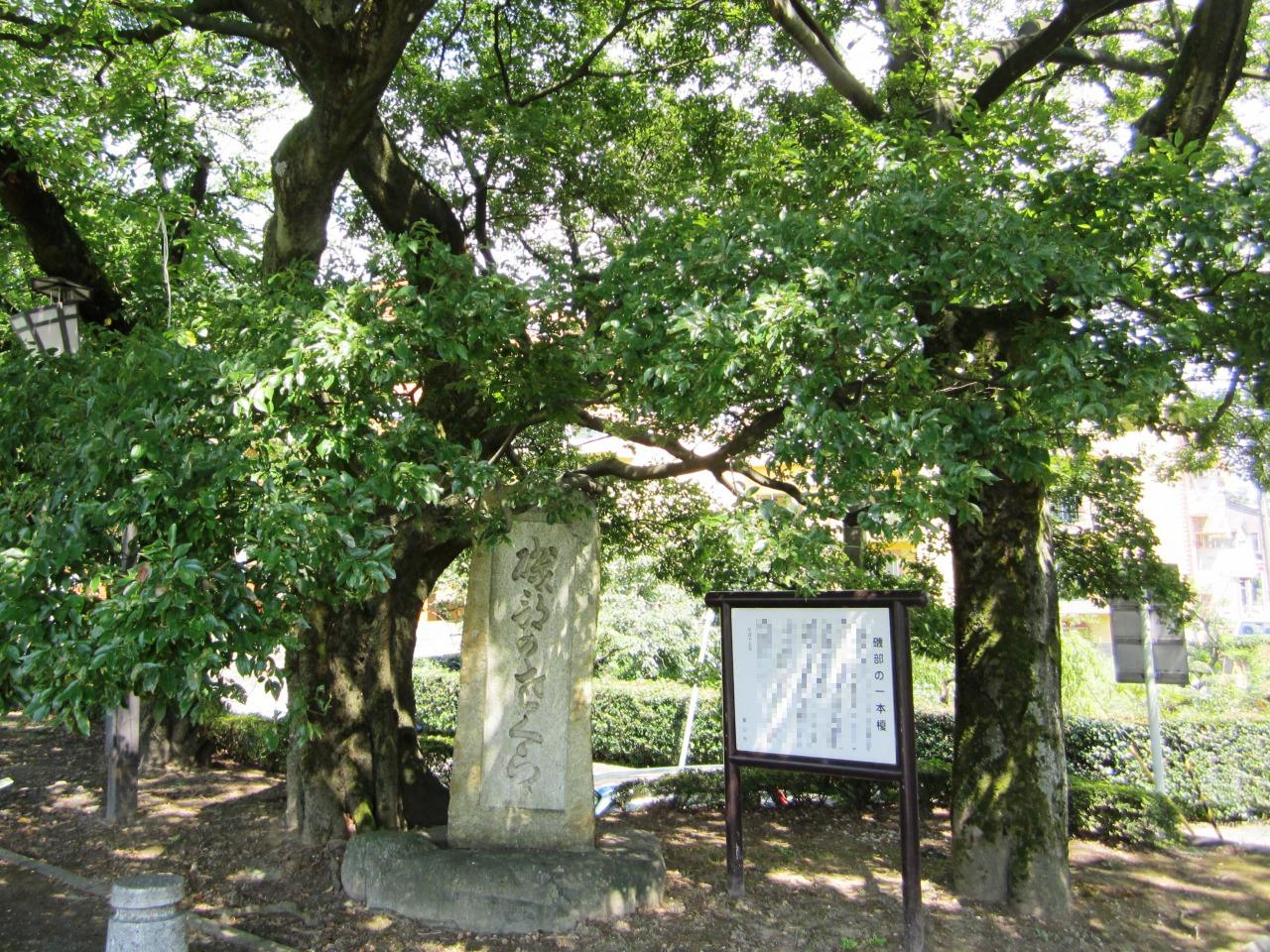
佐佐成政的愛妾早百合姬被斬的傳說地「磯部之一本榎」跡（現今富山縣富山市磯部町）

- 有被稱為「早百合」的美麗側室。成政相當寵愛早百合，後來早百合懷孕。此時成政正在城外並有「早百合與人私通。腹中的孩子不是成政大人的孩子」的流言流傳。歸城後的成政聽聞後極度憤怒，沒有問清楚究竟就把早百合帶到神通川，抓著她的頭髪並把她殺死。不僅如此，還把早百合全家18人滅族，並處以獄門（日语：獄門）和磔刑。早百合死去時大叫「我被斬殺的同時，怨恨會成為惡鬼，在數年把你的子孫全部殺死，令你的家名斷絕」（己成政此の身は此処に斬罪せらるる共、怨恨は悪鬼と成り数年ならずして、汝が子孫を殺し尽し家名断絶せしむべし）（『繪本太閤記（日语：絵本太閤記）』）。還有早百合留下「立山的黑百合開花時，佐佐家將會滅亡」（立山に黒百合の花が咲いたら、佐々家は滅亡する）的詛咒後死去（黑百合傳説）。根據佐佐瑞雄（成政的姪兒，佐佐直勝的子孫）的說法，他的母親曾說過「我們的家中絕對不能讓百合科的花生存」（わが家では、絶対ユリ科の花は活けてはいけません）。在早百合被殺的神通川河邊，在風雨之夜就會有女人頭和鬼火出現，這被說是。亦有很多早百合無念地死去的故事流傳，不過這些故事被認為是在成政死後才被創作出來。除了這些故事以外，在成政死後，與勝家同樣有許多被貶低而真偽不明的逸話流傳。

- 每年7月尾，在富山市上瀧地區，有佐佐成政戰國時代祭典等舉辦。

## 登場作品
小説
- 佐佐成政－為己信念而生的勇將（PHP研究所、郡順史（日语：郡順史）著）
- 越過沙羅沙羅（角川書店、風野真知雄（日语：風野真知雄）著）
- 曲者之譜（文藝春秋、簑輪諒（日语：簑輪諒）著）
- 主公是信長（PHP研究所、岩井三四二（日语：岩井三四二）著）

影視劇
- 太閤記（日语：太閤記 (NHK大河ドラマ)）（1965年、NHK大河劇、演：濱田寅彥（日语：浜田寅彦））
- 大坂城之女（日语：大坂城の女）（1970年、KTV、演：小田部通麿）
- 戰國的女子們（1982年、CX、演：立川三貴）
- 獲取天下的男人 豐臣秀吉（日语：天下を獲った男 豊臣秀吉）（1993年、TBS、演：鹿内孝）
- 織田信長（日语：織田信長 (1994年のテレビドラマ)）（1994年、TX、演：谷口高史）
- 豐臣秀吉 獲取天下！（日语：豊臣秀吉 天下を獲る!）（1995年、TX、演：中村仲二朗）
- 秀吉（1996年、NHK大河劇、演：秋山武史）
- 女人國眾一揆（2002年、熊本縣、演：石橋蓮司）
- 利家與松（2002年、NHK大河劇、演：山口祐一郎）
- 太閤記 被喚為猴子的男人（日语：太閤記 サルと呼ばれた男）（2003年、CX、演：峰蘭太郎）
- 太閤記 獲取天下的男人・秀吉（日语：太閤記〜天下を獲った男・秀吉）（2006年、EX、演：本山力）
- 江~公主們的戰國~（2011年、NHK大河劇、演：中原裕也）
- 清須會議（日语：清須会議 (小説)#映画）（2013年、東寶、演：市川新平（日语：市川しんぺー））
- 軍師官兵衛（2014年、NHK大河劇、演：大谷亮介）
- 信長協奏曲（2014年、CX、演：阿部進之介）
- 麒麟來了（2020年、NHK大河劇、演：菅裕輔）

## 外部連結
- 武家家伝＿佐々氏（页面存档备份，存于）